# Hell, etc. (виставка)
Hell, etc. (укр. Пекло тощо) — третя художня виставка Меріліна Менсона, лідера американського гурту Marilyn Manson, що відбулась в Афінах, Греція. До експозиції увійшли недавні та нові на той час роботи виконавця.

## Деталі
Виставку було заплановано на 21-25 квітня 2010 р., проте через хмару вулканічного попелу її перенесли на 28 квітня-2 травня.
Захід відбувся в Афінському культурному центрі. Графік роботи: 10:00-22:00 щодня. Фотографування зі спалахом було заборонено, оскільки акварелі вкрай чутливі до фотоспалаху.